# Jaszowiec (Ustroń)
Jaszowiec – część miasta Ustroń, położona w dolinie Jaszowca i na południowym stoku Równicy.
Na terenie Jaszowca znajduje się duży ośrodek z szeregiem domów dla wczasowiczów. U wylotu doliny funkcjonuje kolej krzesełkowa na Wielką Czantorię w Ustroniu Polanie.

## Historia
PRL-owskie władze wojewódzkie podjęły decyzję o wzniesieniu dzielnicy wczasowej na terenie Jaszowca w latach 60. XX wieku. Zorganizowano konkurs dla architektów, który wygrał projekt Jerzego Winnickiego we współpracy z Ireną Kotelą, Czesławem Kotelą oraz Zygmuntem Winnickim. Plany wzniesienia dzielnicy domów wczasowych związane były z rozwojem przemysłu na Górnym Śląsku. Ministerstwo Budownictwa uhonorowało projekt nagrodą II stopnia w 1962 roku. Wzniesiono wówczas punktowce, liniowce oraz gronowce zwrócone w kierunku południowym.
Budowę rozpoczęto w 1961 roku, doprowadzając m.in. na teren inwestycji instalację gazową. W 1963 oddano pierwszy obiekt „Dom Nauczyciela”, następnie kolejne domy, ośrodek zdrowia oraz centrum handlowo-usługowe. Inwestycję zamknięto w 1970 roku. Nie zdołano zbudować planowanych basenów, boisk i muszli koncertowej. Po przeprowadzeniu badań przez Śląski Instytut Naukowy w Katowicach funkcjonowanie ustrońskich domów skrytykowano. Władzom komunistycznym nie odpowiadał bierno-konsumpcyjny model spędzania wakacji przez wczasowiczów oraz zbyt niski procent klasy robotniczej korzystającej z wybudowanych domów (tylko 20–30%).

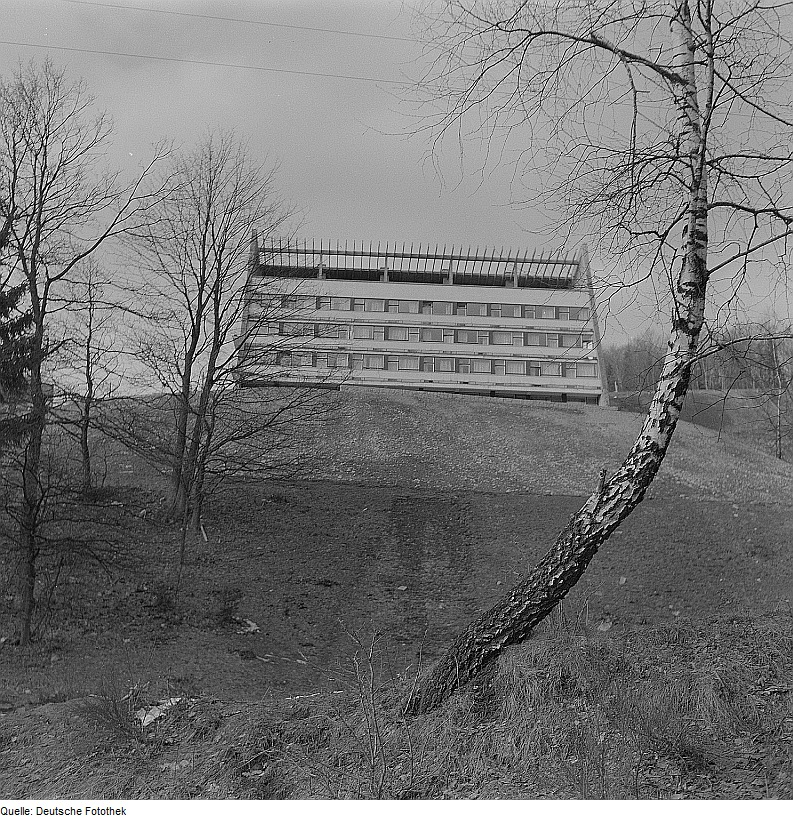
Dom wczasowy w Jaszowcu, 1968
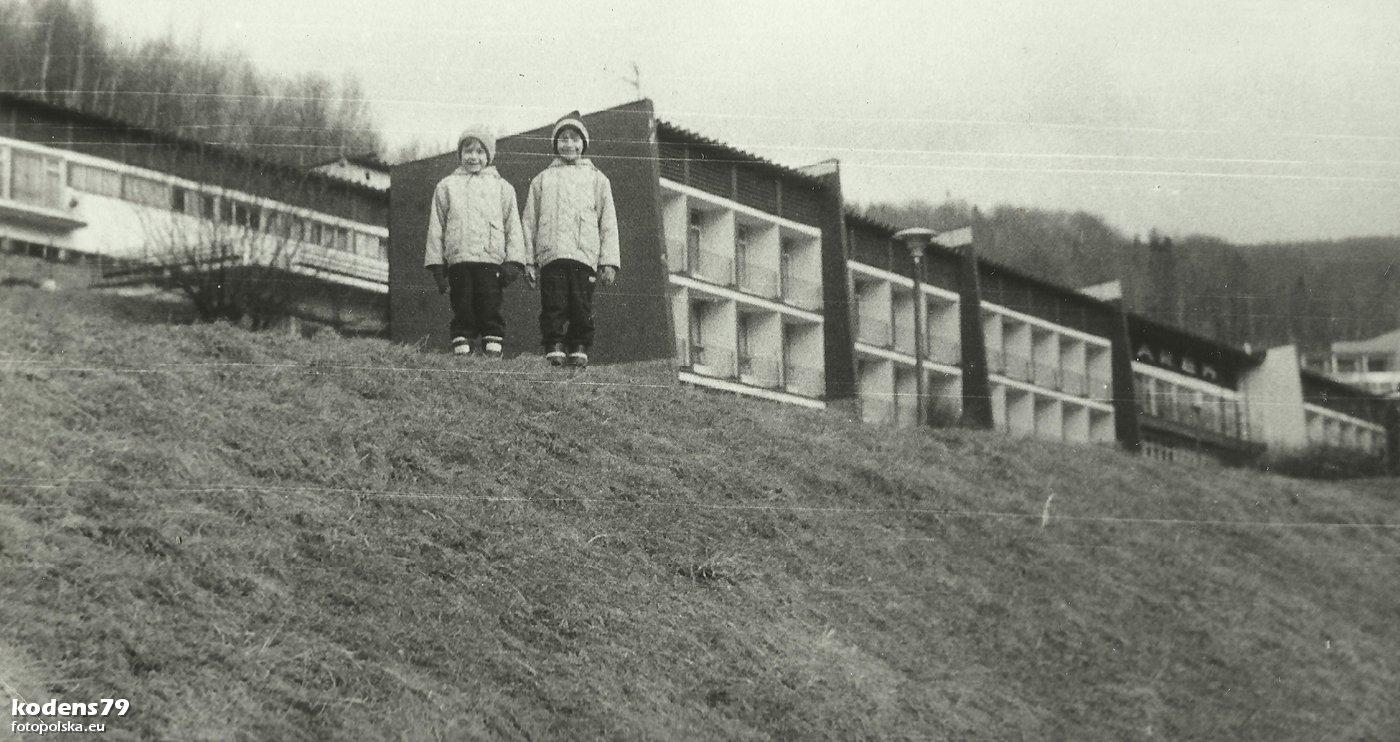
Dom „Gwarek”, 1989
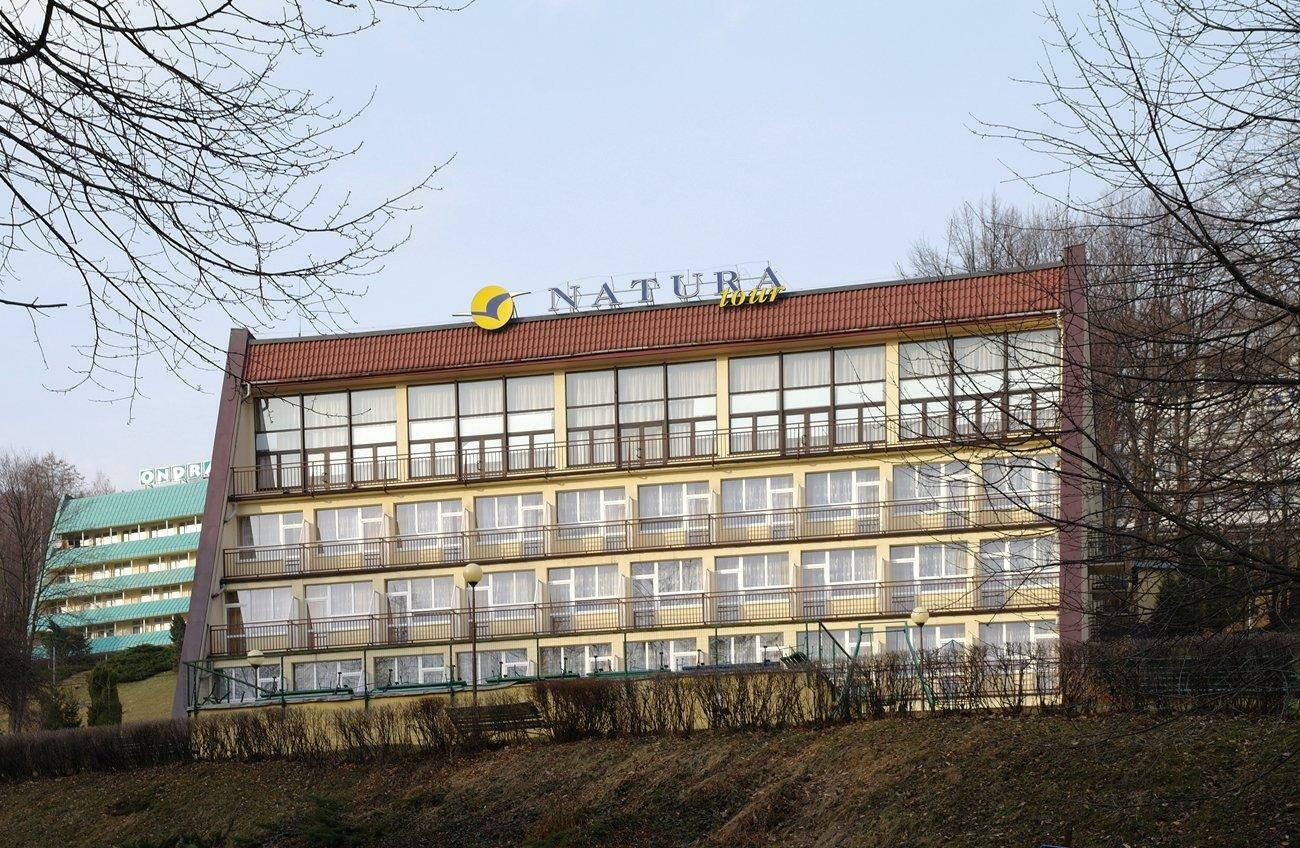
Dom „Kolejarz”
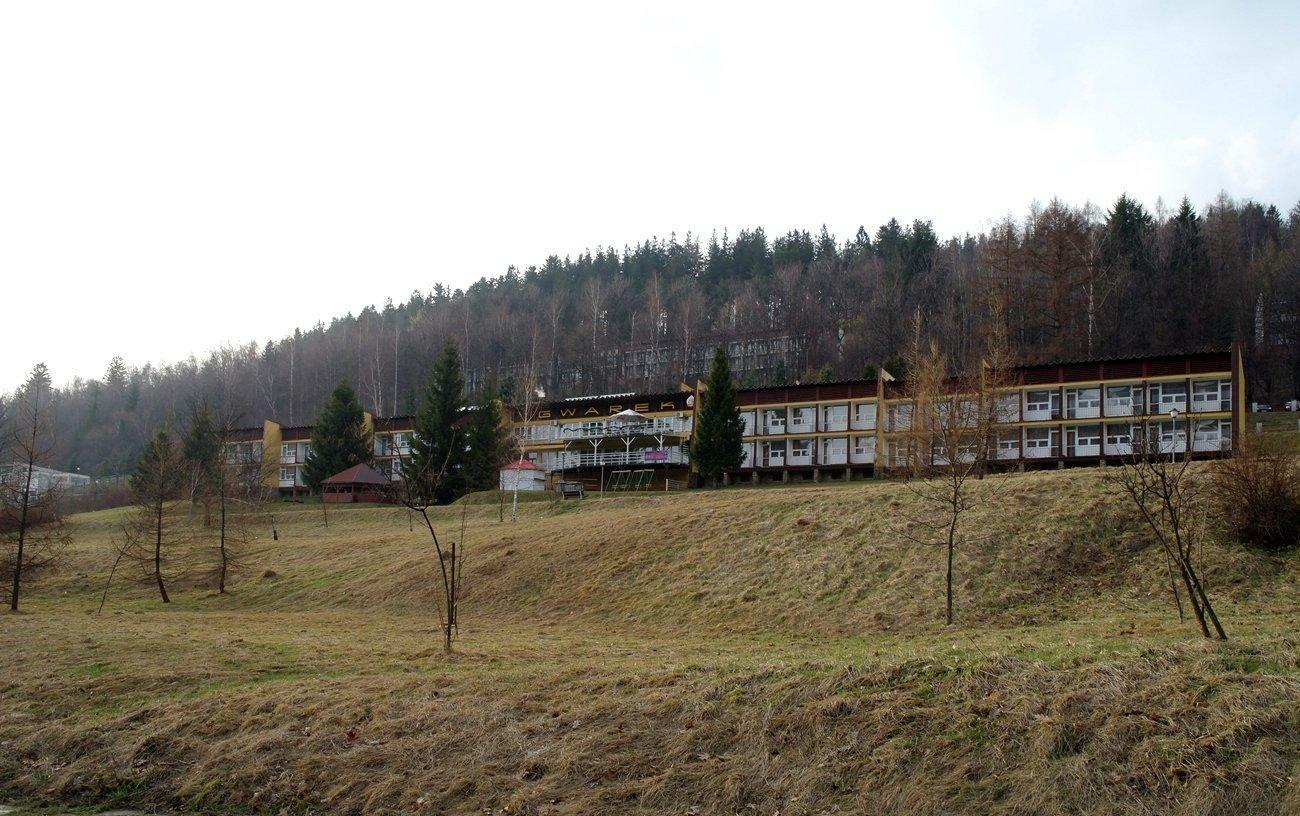
Dom „Gwarek”
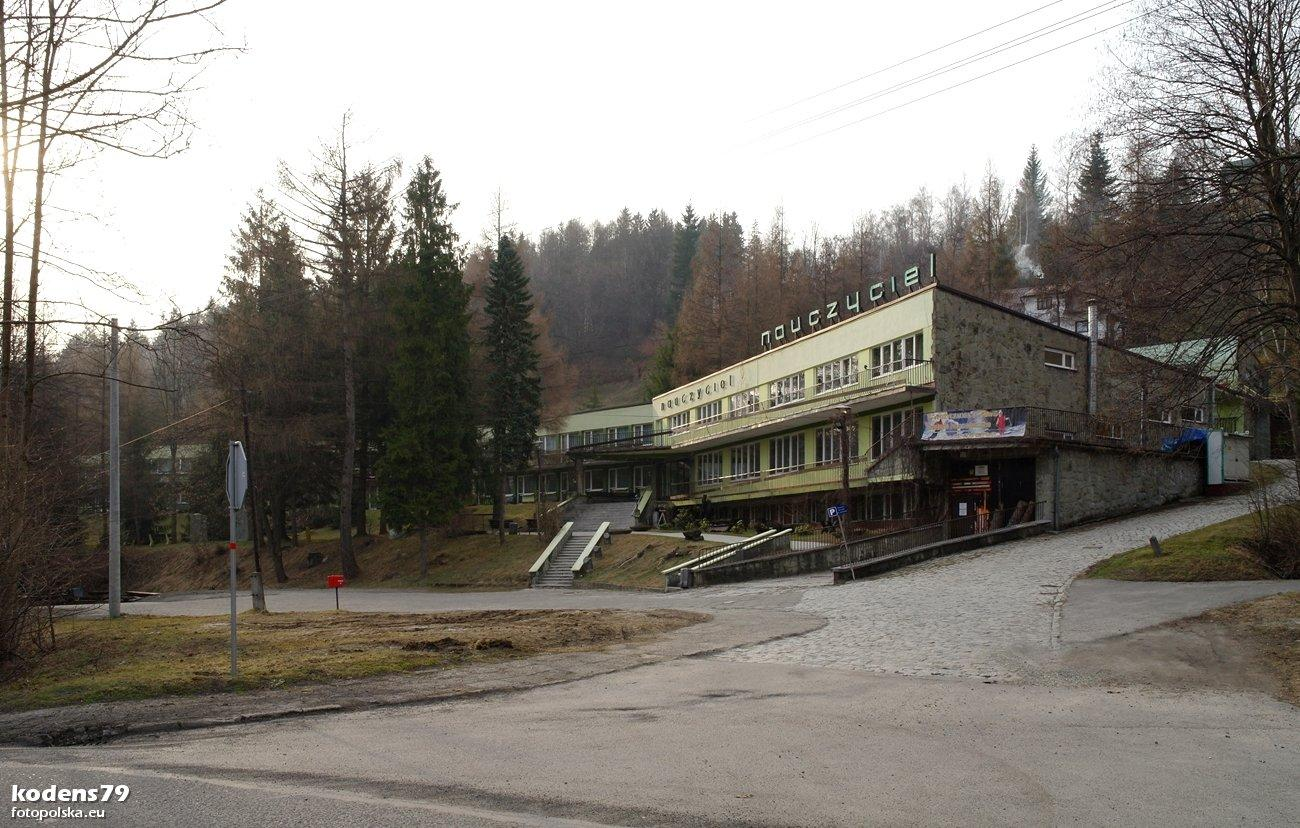
Dom „Nauczyciel”